# 6 uur van São Paulo 2024
De 6 uur van São Paulo 2024 was de vijfde race van het FIA World Endurance Championship-seizoen 2024. De race werd verreden op 14 juli 2024 op het Autódromo José Carlos Pace in São Paulo, Brazilië. Het was tevens de eerste keer sinds 2014 dat de race werd gehouden.
De race werd gewonnen door de Toyota Gazoo Racing #8 van Sébastien Buemi, Brendon Hartley en Ryō Hirakawa. De LMGT3-klasse werd gewonnen door de Manthey Pure Rxcing #92 van Klaus Bachler, Aleksandr Malychin en Joel Sturm.

## Inschrijvingen
Er waren 37 auto's ingeschreven voor de race, bestaande uit negentien in de Hypercar-klasse en achttien in de LMGT3-klasse. In de Hypercar-categorie keerde Mike Conway terug in de #7 Toyota Gazoo Racing, nadat hij de 24 uur van Le Mans vanwege een blessure moest missen. De #99 Proton Competition reed met twee coureurs vanwege de verplichtingen van Harry Tincknell in het IMSA SportsCar Championship.
In de LMGTE Am-klasse werd Timur Boguslavskiy in de #78 Akkodis ASP Team vervangen door Clemens Schmid nadat eerstgenoemde was vertrokken bij het team. De auto kwam uiteindelijk niet aan de start omdat deze te veel schade had opgelopen na een ongeluk van Arnold Robin in de eerste vrije training. Tevens keerde José María López terug in de #87-inschrijving van hetzelfde team in de plaats van Jack Hawksworth, nadat hij in Le Mans in de #7 Toyota als vervanger van Conway optrad.

## Kwalificatie
Tijden vetgedrukt betekent de snelste tijd in die klasse.
| Pos. | Klasse   | No. | Team                      | Kwalificatie | Hyperpole | Grid |
| ---- | -------- | --- | ------------------------- | ------------ | --------- | ---- |
| 1    | Hypercar | 7   | Toyota Gazoo Racing       | 1:23.426     | 1:23.140  | 1    |
| 2    | Hypercar | 8   | Toyota Gazoo Racing       | 1:23.605     | 1:23.262  | 2    |
| 3    | Hypercar | 5   | Porsche Penske Motorsport | 1:23.263     | 1:23.331  | 3    |
| 4    | Hypercar | 2   | Cadillac Racing           | 1:23.584     | 1:23.396  | 4    |
| 5    | Hypercar | 6   | Porsche Penske Motorsport | 1:23.739     | 1:23.408  | 5    |
| 6    | Hypercar | 50  | Ferrari AF Corse          | 1:23.583     | 1:23.532  | 6    |
| 7    | Hypercar | 12  | Hertz Team Jota           | 1:23.357     | 1:23.639  | 7    |
| 8    | Hypercar | 38  | Hertz Team Jota           | 1:23.634     | 1:23.701  | 8    |
| 9    | Hypercar | 51  | Ferrari AF Corse          | 1:23.581     | 1:23.910  | 9    |
| 10   | Hypercar | 20  | BMW M Team WRT            | 1:23.629     | 1:24.078  | 10   |
| 11   | Hypercar | 36  | Alpine Endurance Team     | 1:23.927     |           | 11   |
| 12   | Hypercar | 99  | Proton Competition        | 1:23.955     |           | 12   |
| 13   | Hypercar | 35  | Alpine Endurance Team     | 1:23.962     |           | 13   |
| 14   | Hypercar | 15  | BMW M Team WRT            | 1:24.055     |           | 14   |
| 15   | Hypercar | 83  | AF Corse                  | 1:24.066     |           | 15   |
| 16   | Hypercar | 94  | Peugeot TotalEnergies     | 1:24.406     |           | 16   |
| 17   | Hypercar | 93  | Peugeot TotalEnergies     | 1:24.445     |           | 17   |
| 18   | Hypercar | 63  | Lamborghini Iron Lynx     | 1:24.554     |           | 18   |
| 19   | Hypercar | 11  | Isotta Fraschini          | 1:24.863     |           | 19   |
| 20   | LMGT3    | 85  | Iron Dames                | 1:35.299     | 1:34.413  | 20   |
| 21   | LMGT3    | 92  | Manthey PureRxcing        | 1:35.462     | 1:34.804  | 21   |
| 22   | LMGT3    | 95  | United Autosports         | 1:35.572     | 1:34.860  | 22   |
| 23   | LMGT3    | 59  | United Autosports         | 1:35.810     | 1:34.911  | 23   |
| 24   | LMGT3    | 91  | Manthey EMA               | 1:36.015     | 1:35.471  | 24   |
| 25   | LMGT3    | 31  | Team WRT                  | 1:36.026     | 1:35.562  | 25   |
| 26   | LMGT3    | 55  | Vista AF Corse            | 1:35.620     | 1:35.656  | 26   |
| 27   | LMGT3    | 81  | TF Sport                  | 1:35.744     | 1:35.931  | 27   |
| 28   | LMGT3    | 27  | Heart of Racing Team      | 1:35.660     | 1:36.211  | 28   |
| 29   | LMGT3    | 54  | Vista AF Corse            | 1:35.877     | Geen tijd | 29   |
| 30   | LMGT3    | 77  | Proton Competition        | 1:36.085     |           | 30   |
| 31   | LMGT3    | 46  | Team WRT                  | 1:36.163     |           | 31   |
| 32   | LMGT3    | 82  | TF Sport                  | 1:36.169     |           | 32   |
| 33   | LMGT3    | 777 | D'Station Racing          | 1:36.415     |           | 33   |
| 34   | LMGT3    | 87  | Akkodis ASP Team          | 1:36.817     |           | 34   |
| 35   | LMGT3    | 60  | Iron Lynx                 | 1:37.944     |           | 35   |
| 36   | LMGT3    | 88  | Proton Competition        | 1:38.004     |           | 36   |

## Uitslag
Winnaars in hun klasse zijn vetgedrukt.
| Pos. | Klasse   | No. | Team                      | Coureurs                                              | Chassis                          | Banden | Ronden | Tijd/Reden     |
| Pos. | Klasse   | No. | Team                      | Coureurs                                              | Motor                            | Banden | Ronden | Tijd/Reden     |
| ---- | -------- | --- | ------------------------- | ----------------------------------------------------- | -------------------------------- | ------ | ------ | -------------- |
| 1    | Hypercar | 8   | Toyota Gazoo Racing       | Sébastien Buemi Brendon Hartley Ryō Hirakawa          | Toyota GR010 Hybrid              | M      | 236    | 6:01:02.554    |
| 1    | Hypercar | 8   | Toyota Gazoo Racing       | Sébastien Buemi Brendon Hartley Ryō Hirakawa          | Toyota 3.5 L Turbo V6            | M      | 236    | 6:01:02.554    |
| 2    | Hypercar | 6   | Porsche Penske Motorsport | Kévin Estre André Lotterer Laurens Vanthoor           | Porsche 963                      | M      | 236    | +1:08.811      |
| 2    | Hypercar | 6   | Porsche Penske Motorsport | Kévin Estre André Lotterer Laurens Vanthoor           | Porsche 9RD 4.6 L Turbo V8       | M      | 236    | +1:08.811      |
| 3    | Hypercar | 5   | Porsche Penske Motorsport | Matt Campbell Michael Christensen Frédéric Makowiecki | Porsche 963                      | M      | 236    | +1:15.993      |
| 3    | Hypercar | 5   | Porsche Penske Motorsport | Matt Campbell Michael Christensen Frédéric Makowiecki | Porsche 9RD 4.6 L Turbo V8       | M      | 236    | +1:15.993      |
| 4    | Hypercar | 7   | Toyota Gazoo Racing       | Mike Conway Kamui Kobayashi Nyck de Vries             | Toyota GR010 Hybrid              | M      | 236    | +1:23.571      |
| 4    | Hypercar | 7   | Toyota Gazoo Racing       | Mike Conway Kamui Kobayashi Nyck de Vries             | Toyota 3.5 L Turbo V6            | M      | 236    | +1:23.571      |
| 5    | Hypercar | 51  | Ferrari AF Corse          | James Calado Antonio Giovinazzi Alessandro Pier Guidi | Ferrari 499P                     | M      | 236    | +27.395        |
| 5    | Hypercar | 51  | Ferrari AF Corse          | James Calado Antonio Giovinazzi Alessandro Pier Guidi | Ferrari F163 3.0 L Turbo V6      | M      | 236    | +27.395        |
| 6    | Hypercar | 50  | Ferrari AF Corse          | Antonio Fuoco Miguel Molina Nicklas Nielsen           | Ferrari 499P                     | M      | 235    | +1 ronde       |
| 6    | Hypercar | 50  | Ferrari AF Corse          | Antonio Fuoco Miguel Molina Nicklas Nielsen           | Ferrari F163 3.0 L Turbo V6      | M      | 235    | +1 ronde       |
| 7    | Hypercar | 38  | Hertz Team Jota           | Jenson Button Philip Hanson Oliver Rasmussen          | Porsche 963                      | M      | 235    | +1 ronde       |
| 7    | Hypercar | 38  | Hertz Team Jota           | Jenson Button Philip Hanson Oliver Rasmussen          | Porsche 9RD 4.6 L Turbo V8       | M      | 235    | +1 ronde       |
| 8    | Hypercar | 93  | Peugeot TotalEnergies     | Mikkel Jensen Nico Müller Jean-Éric Vergne            | Peugeot 9X8                      | M      | 235    | +1 ronde       |
| 8    | Hypercar | 93  | Peugeot TotalEnergies     | Mikkel Jensen Nico Müller Jean-Éric Vergne            | Peugeot X6H 2.6 L Turbo V6       | M      | 235    | +1 ronde       |
| 9    | Hypercar | 15  | BMW M Team WRT            | Raffaele Marciello Dries Vanthoor Marco Wittmann      | BMW M Hybrid V8                  | M      | 235    | +1 ronde       |
| 9    | Hypercar | 15  | BMW M Team WRT            | Raffaele Marciello Dries Vanthoor Marco Wittmann      | BMW P66/3 4.0 L Turbo V8         | M      | 235    | +1 ronde       |
| 10   | Hypercar | 36  | Alpine Endurance Team     | Nicolas Lapierre Mick Schumacher Matthieu Vaxivière   | Alpine A424                      | M      | 234    | +2 ronden      |
| 10   | Hypercar | 36  | Alpine Endurance Team     | Nicolas Lapierre Mick Schumacher Matthieu Vaxivière   | Alpine 3.4 L Turbo V6            | M      | 234    | +2 ronden      |
| 11   | Hypercar | 83  | AF Corse                  | Robert Kubica Robert Shwartzman Ye Yifei              | Ferrari 499P                     | M      | 234    | +2 ronden      |
| 11   | Hypercar | 83  | AF Corse                  | Robert Kubica Robert Shwartzman Ye Yifei              | Ferrari F163 3.0 L Turbo V6      | M      | 234    | +2 ronden      |
| 12   | Hypercar | 35  | Alpine Endurance Team     | Paul-Loup Chatin Ferdinand Habsburg Charles Milesi    | Alpine A424                      | M      | 234    | +2 ronden      |
| 12   | Hypercar | 35  | Alpine Endurance Team     | Paul-Loup Chatin Ferdinand Habsburg Charles Milesi    | Alpine 3.4 L Turbo V6            | M      | 234    | +2 ronden      |
| 13   | Hypercar | 2   | Cadillac Racing           | Earl Bamber Alex Lynn                                 | Cadillac V-Series.R              | M      | 234    | +2 ronden      |
| 13   | Hypercar | 2   | Cadillac Racing           | Earl Bamber Alex Lynn                                 | Cadillac LMC55R 5.5 L V8         | M      | 234    | +2 ronden      |
| 14   | Hypercar | 20  | BMW M Team WRT            | Robin Frijns Sheldon van der Linde René Rast          | BMW M Hybrid V8                  | M      | 234    | +2 ronden      |
| 14   | Hypercar | 20  | BMW M Team WRT            | Robin Frijns Sheldon van der Linde René Rast          | BMW P66/3 4.0 L Turbo V8         | M      | 234    | +2 ronden      |
| 15   | Hypercar | 99  | Proton Competition        | Julien Andlauer Neel Jani                             | Porsche 963                      | M      | 234    | +2 ronden      |
| 15   | Hypercar | 99  | Proton Competition        | Julien Andlauer Neel Jani                             | Porsche 9RD 4.6 L Turbo V8       | M      | 234    | +2 ronden      |
| 16   | Hypercar | 94  | Peugeot TotalEnergies     | Loïc Duval Paul di Resta Stoffel Vandoorne            | Peugeot 9X8                      | M      | 234    | +2 ronden      |
| 16   | Hypercar | 94  | Peugeot TotalEnergies     | Loïc Duval Paul di Resta Stoffel Vandoorne            | Peugeot X6H 2.6 L Turbo V6       | M      | 234    | +2 ronden      |
| 17   | Hypercar | 63  | Lamborghini Iron Lynx     | Mirko Bortolotti Daniil Kvjat Edoardo Mortara         | Lamborghini SC63                 | M      | 234    | +2 ronden      |
| 17   | Hypercar | 63  | Lamborghini Iron Lynx     | Mirko Bortolotti Daniil Kvjat Edoardo Mortara         | Lamborghini 3.8 L Turbo V8       | M      | 234    | +2 ronden      |
| 18   | Hypercar | 12  | Hertz Team Jota           | Callum Ilott Norman Nato Will Stevens                 | Porsche 963                      | M      | 233    | +3 ronden      |
| 18   | Hypercar | 12  | Hertz Team Jota           | Callum Ilott Norman Nato Will Stevens                 | Porsche 9RD 4.6 L Turbo V8       | M      | 233    | +3 ronden      |
| 19   | LMGT3    | 92  | Manthey PureRxcing        | Klaus Bachler Aleksandr Malychin Joel Sturm           | Porsche 911 GT3 R (992)          | G      | 214    | +22 ronden     |
| 19   | LMGT3    | 92  | Manthey PureRxcing        | Klaus Bachler Aleksandr Malychin Joel Sturm           | Porsche M97/80 4.2 L Flat-6      | G      | 214    | +22 ronden     |
| 20   | LMGT3    | 27  | Heart of Racing Team      | Ian James Daniel Mancinelli Alex Riberas              | Aston Martin Vantage AMR GT3 Evo | G      | 213    | +23 ronden     |
| 20   | LMGT3    | 27  | Heart of Racing Team      | Ian James Daniel Mancinelli Alex Riberas              | Aston Martin M177 4.0 L Turbo V8 | G      | 213    | +23 ronden     |
| 21   | LMGT3    | 95  | United Autosports         | Josh Caygill Nico Pino Marino Sato                    | McLaren 720S GT3 Evo             | G      | 213    | +23 ronden     |
| 21   | LMGT3    | 95  | United Autosports         | Josh Caygill Nico Pino Marino Sato                    | McLaren M840T 4.0 L Turbo V8     | G      | 213    | +23 ronden     |
| 22   | LMGT3    | 59  | United Autosports         | Nicolas Costa James Cottingham Grégoire Saucy         | McLaren 720S GT3 Evo             | G      | 212    | +24 ronden     |
| 22   | LMGT3    | 59  | United Autosports         | Nicolas Costa James Cottingham Grégoire Saucy         | McLaren M840T 4.0 L Turbo V8     | G      | 212    | +24 ronden     |
| 23   | LMGT3    | 46  | Team WRT                  | Ahmad Al Harthy Maxime Martin Valentino Rossi         | BMW M4 GT3                       | G      | 212    | +24 ronden     |
| 23   | LMGT3    | 46  | Team WRT                  | Ahmad Al Harthy Maxime Martin Valentino Rossi         | BMW P58 3.0 L Turbo I6           | G      | 212    | +24 ronden     |
| 24   | LMGT3    | 55  | Vista AF Corse            | François Heriau Simon Mann Alessio Rovera             | Ferrari 296 GT3                  | G      | 212    | +24 ronden     |
| 24   | LMGT3    | 55  | Vista AF Corse            | François Heriau Simon Mann Alessio Rovera             | Ferrari F163CE 3.0 L Turbo V6    | G      | 212    | +24 ronden     |
| 25   | LMGT3    | 77  | Proton Competition        | Ben Barker Ryan Hardwick Zacharie Robichon            | Ford Mustang GT3                 | G      | 212    | +24 ronden     |
| 25   | LMGT3    | 77  | Proton Competition        | Ben Barker Ryan Hardwick Zacharie Robichon            | Ford Coyote 5.4 L V8             | G      | 212    | +24 ronden     |
| 26   | LMGT3    | 81  | TF Sport                  | Rui Andrade Charlie Eastwood Tom van Rompuy           | Chevrolet Corvette Z06 GT3.R     | G      | 212    | +24 ronden     |
| 26   | LMGT3    | 81  | TF Sport                  | Rui Andrade Charlie Eastwood Tom van Rompuy           | Chevrolet LT6 5.5 L V8           | G      | 212    | +24 ronden     |
| 27   | LMGT3    | 777 | D'Station Racing          | Erwan Bastard Clément Mateu Marco Sørensen            | Aston Martin Vantage AMR GT3 Evo | G      | 212    | +24 ronden     |
| 27   | LMGT3    | 777 | D'Station Racing          | Erwan Bastard Clément Mateu Marco Sørensen            | Aston Martin M177 4.0 L Turbo V8 | G      | 212    | +24 ronden     |
| 28   | LMGT3    | 31  | Team WRT                  | Augusto Farfus Sean Gelael Darren Leung               | BMW M4 GT3                       | G      | 211    | +25 ronden     |
| 28   | LMGT3    | 31  | Team WRT                  | Augusto Farfus Sean Gelael Darren Leung               | BMW P58 3.0 L Turbo I6           | G      | 211    | +25 ronden     |
| 29   | LMGT3    | 87  | Akkodis ASP Team          | Takeshi Kimura José María López Esteban Masson        | Lexus RC F GT3                   | G      | 211    | +25 ronden     |
| 29   | LMGT3    | 87  | Akkodis ASP Team          | Takeshi Kimura José María López Esteban Masson        | Lexus 2UR-GSE 5.0 L V8           | G      | 211    | +25 ronden     |
| 30   | LMGT3    | 91  | Manthey EMA               | Richard Lietz Morris Schuring Yasser Shahin           | Porsche 911 GT3 R (992)          | G      | 209    | +27 ronden     |
| 30   | LMGT3    | 91  | Manthey EMA               | Richard Lietz Morris Schuring Yasser Shahin           | Porsche M97/80 4.2 L Flat-6      | G      | 209    | +27 ronden     |
| 31   | LMGT3    | 88  | Proton Competition        | Dennis Olsen Mikkel O. Pedersen Christian Ried        | Ford Mustang GT3                 | G      | 208    | +28 ronden     |
| 31   | LMGT3    | 88  | Proton Competition        | Dennis Olsen Mikkel O. Pedersen Christian Ried        | Ford Coyote 5.4 L V8             | G      | 208    | +28 ronden     |
| 32   | LMGT3    | 60  | Iron Lynx                 | Matteo Cressoni Franck Perera Claudio Schiavoni       | Lamborghini Huracán GT3 Evo 2    | G      | 208    | +28 ronden     |
| 32   | LMGT3    | 60  | Iron Lynx                 | Matteo Cressoni Franck Perera Claudio Schiavoni       | Lamborghini DGF 5.2 L V10        | G      | 208    | +28 ronden     |
| 33   | LMGT3    | 54  | Vista AF Corse            | Francesco Castellacci Thomas Flohr Davide Rigon       | Ferrari 296 GT3                  | G      | 191    | +45 ronden     |
| 33   | LMGT3    | 54  | Vista AF Corse            | Francesco Castellacci Thomas Flohr Davide Rigon       | Ferrari F163CE 3.0 L Turbo V6    | G      | 191    | +45 ronden     |
| DNF  | Hypercar | 11  | Isotta Fraschini          | Carl Bennett Antonio Serravalle Jean Karl Vernay      | Isotta Fraschini Tipo 6-C        | M      | 149    | Motor          |
| DNF  | Hypercar | 11  | Isotta Fraschini          | Carl Bennett Antonio Serravalle Jean Karl Vernay      | Isotta Fraschini 3.0 L Turbo V6  | M      | 149    | Motor          |
| DNF  | LMGT3    | 85  | Iron Dames                | Sarah Bovy Rahel Frey Michelle Gatting                | Lamborghini Huracán GT3 Evo 2    | G      | 139    | Waterpomp      |
| DNF  | LMGT3    | 85  | Iron Dames                | Sarah Bovy Rahel Frey Michelle Gatting                | Lamborghini DGF 5.2 L V10        | G      | 139    | Waterpomp      |
| DNF  | LMGT3    | 82  | TF Sport                  | Sébastien Baud Daniel Juncadella Hiroshi Koizumi      | Chevrolet Corvette Z06 GT3.R     | G      | 133    | Uitgevallen    |
| DNF  | LMGT3    | 82  | TF Sport                  | Sébastien Baud Daniel Juncadella Hiroshi Koizumi      | Chevrolet LT6 5.5 L V8           | G      | 133    | Uitgevallen    |
| WD   | LMGT3    | 78  | Akkodis ASP Team          | Kelvin van der Linde Arnold Robin Clemens Schmid      | Lexus RC F GT3                   | G      | 0      | Teruggetrokken |
| WD   | LMGT3    | 78  | Akkodis ASP Team          | Kelvin van der Linde Arnold Robin Clemens Schmid      | Lexus 2UR-GSE 5.0 L V8           | G      | 0      | Teruggetrokken |

## Tussenstanden na wedstrijd
Hypercar (coureurs)
| Pos | Coureur                                               | Punten |
| --- | ----------------------------------------------------- | ------ |
| 1   | Kévin Estre André Lotterer Laurens Vanthoor           | 117    |
| 2   | Antonio Fuoco Miguel Molina Nicklas Nielsen           | 98     |
| 3   | Kamui Kobayashi Nyck de Vries                         | 95     |
| 4   | Matt Campbell Michael Christensen Frédéric Makowiecki | 71     |
| 5   | Sébastien Buemi Brendon Hartley Ryō Hirakawa          | 69     |

Hypercar (constructeurs)
| Pos | Constructeur | Punten |
| --- | ------------ | ------ |
| 1   | Porsche      | 126    |
| 2   | Toyota       | 122    |
| 3   | Ferrari      | 109    |
| 4   | Alpine       | 25     |
| 5   | BMW          | 25     |

Hypercar (teams)
| Pos | Nr | Constructeur       | Punten |
| --- | -- | ------------------ | ------ |
| 1   | 12 | Hertz Team Jota    | 140    |
| 2   | 99 | Proton Competition | 86     |
| 3   | 83 | AF Corse           | 85     |
| 4   | 38 | Hertz Team Jota    | 79     |

LMGT3
| Pos | Coureur                                     | Punten |
| --- | ------------------------------------------- | ------ |
| 1   | Klaus Bachler Aleksandr Malychin Joel Sturm | 100    |
| 2   | Richard Lietz Morris Schuring Yasser Shahin | 75     |
| 3   | Augusto Farfus Sean Gelael Darren Leung     | 74     |
| 4   | Ian James Daniel Mancinelli Alex Riberas    | 55     |
| 5   | François Heriau Simon Mann Alessio Rovera   | 49     |

LMGT3 (teams)
| Pos | Nr | Team                 | Punten |
| --- | -- | -------------------- | ------ |
| 1   | 92 | Manthey PureRxcing   | 100    |
| 2   | 91 | Manthey EMA          | 75     |
| 3   | 31 | Team WRT             | 74     |
| 4   | 27 | Heart of Racing Team | 55     |
| 5   | 55 | Vista AF Corse       | 49     |